# Harold Lewis
Harold ("Hal") Warren Lewis (1 de octubre de 1923, Nueva York, 26 de mayo de 2011) fue profesor emérito de Física y antiguo jefe de departamento de la University of California, Santa Barbara. Dimitió de la American Physical Society (APS) por su posición sobre el calentamiento global en 2010.

## Carrera como físico
En 1940, ingresó a la New York University, obteniendo la licenciatura en física. Entre 1943 y 1944 estudió para la maestría en la University of California, Berkeley antes de alistarse en la Armada, donde sirvió durante la Segunda Guerra Mundial como técnico en electrónica. A posteriori de la guerra, retornó a la Universidad de California en Berkeley, y obtuvo su Ph.D. en física, estudiando bajo la supervisión de J. Robert Oppenheimer. Se enfocó en la física de alta energía (rayos cósmicos y partículas elementales). Él, junto con otros profesores de física teórica, de Berkeley, se negó a firmar el "juramento de lealtad de la época de McCarthy por principios, y en 1950, se fue a Princeton. Más tarde, cuando se le ofreció ser restablecido en Berkeley, en cambio prefirió aceptar un puesto en Bell Labs donde realizó estudios sobre materiales superconductores. En 1956, dejó los Bell Labs para unirse a la Universidad de Wisconsin-Madison para trabajar en la física de estado sólido y en plasma. En 1964, renunció para unirse a la Universidad de California en Santa Bárbara como profesor titular, y más tarde como catedrático, en su creciente Departamento de Física.
Escribió un texto sobre las ventajas y desventajas entre los avances tecnológicos y los riesgos, y también fue autor de un libro muy popular sobre la toma de decisiones.
Desde 1966 hasta 1973, Lewis fue presidente de la JASON Defense Advisory Group, cuando trabajaba en el tema de defensa antimisiles. Fue miembro vitalicio del Defense Science Board (DSB), y dirigió el 1985 Grupo de trabajo DSB (con Stephen Schneider) sobre el invierno nuclear. Lewis también fue activo en el campo de la seguridad de centrales nucleares de potencia. En 1975, fue director del estudio anual sobre estudios de la seguridad de reactores nucleares de agua liviana para la American Physical Society (APS).
Lewis fue director de la Revisión 1977-1979 de Evaluación de riesgos para la Nuclear Regulatory Commission de EE. UU.

## Renuncia a la APS
Lewis fue un miembro de la American Physical Society. En 2010, luego de 67 años de membresía, Lewis renunció de la APS, citando "corrupción" por parte de "el (suministrado por el gobierno) de dinero para inundaciones". Su carta hace una caracterización de la APS como haber cambiado de ser una organización que buscaba promover el conocimiento científico, a la actual de una organización que suprime la ciencia en su intento de obtener más financiación por parte de las agencias gubernamentales. La mayoría de los detalles de su carta, son us críticas de los apoyos de la Asociación a la "estafa del calentamiento global", que es la fuente anual de millones de dólares de financiación de las organizaciones científicas y, además, expresa su convicción de que la pérdida de esos fondos sería devastador para esas organizaciones Se extrae de citas en su carta al presidente de la APS, Lewis declaró que esa estafa del calentamiento global es 

"la estafa pseudocientífica más grande y de mayor éxito que he visto en mi larga vida de un físico."

A fines de 2010, Lewis se unió al Consejo Académico Consultivo de la Global Warming Policy Foundation (GWPF), y publicaron la carta de Lewis a la APS con su renuncia, en octubre de 2010 Con esa carta de renuncia, "ganó la fama" y se convirtió en una celebridad de los escépticos sobre el calentamiento global En cuanto a la APS, respondió a las acusaciones de Lewis, defendiendo sus políticas.

## Vida privada
Su padre era un vendedor de textiles, que migró de Rusia; su madre era nacida en EE. UU. Tenía dos hermanos mayores. Conoció a su futura mujer Mary en la UC Berkeley. Tuvieron dos hijos, y más tarde se mudaron a Santa Bárbara (California) en 1964.

## Algunas publaciones
- h.w. Lewis. 1997. Why Flip a Coin: The Art and Science of Good Decisions. Editor J. Wiley, 224 pp. ISBN 978-0-471-16597-2
- ------------. 1995. A Comparative investigation of the utility of dynamic compensation in fuzzy control. Número 1526 de Ph. D. theses. Editor State University of New York at Binghamton, Watson School of Engineering and Applied Science, 1074 pp.
- ------------. 1990. Technological Risk, W.W.Norton, 368 pp. ISBN 978-0-393-02883-6 Revisión e el New York Times
- ------------. 1989. Management theory in development anthropology. Número 1390 de Masters theses. Editor State University of New York at Binghamton, 280 pp.
- ------------. 1948. The reactive terms in quantum electrodynamics. Edición reimpresa de la Universidad de California, 20 pp.

## Honores
- 1991, Harold Lewis ganó el Premio de escritura científica por su libro 'Technological Risk'[5][17]